# Забайкальский государственный гуманитарно-педагогический университет имени Н. Г. Чернышевского
Забайкальский государственный гуманитарно-педагогический университет (ЗабГГПУ) им. Н. Г. Чернышевского — существовавшее до 2012 года высшее учебное заведение, основанное в 1938 году.
Создан как Читинский государственный педагогический институт (ЧГПИ) решением СНК РСФСР в 1938. Имя Н. Г. Чернышевского присвоено вузу в 1963. В 1997 переименован в ЗабГПУ, в 2006 в ЗабГГПУ. В 2012 г. объединён с Забайкальским государственным университетом.

## История

### Предыстория
В 1921 году в Чите был образован институт народного образования, названный Забайкальским университетом. В нём было 3 факультета. Это было время ДВР. В 1923 году решением правительства России он был переведен во Владивосток, где возник Дальневосточный университет.
В 1937 году была образована Читинская область. Новые социально-экономические условия выдвинули задачу подготовки учителей и других специалистов с высшим образованием. Педучилища Сретенска, Балея, Петровск-Забайкальского, Агинска готовили учителей для начальных школ. Край пополнялся учителями с высшим образованием из других регионов Сибири.
На 1939/40 учебный год в 959 школах области работало в старших классах 15,9 % учителей с высшим образованием. Две трети директоров и сотрудников ОНО не имели высшего образования.

### 1938—1951
25 августа 1938 года было издано постановление Совнаркома РСФСР № 265 об открытии одновременно в Архангельске, Магнитогорске и Чите четырёхгодичных институтов с тремя факультетами — историческим, русского языка и физико-математическим. План приема на 1938 год был определён в 120 человек. Была проведена ОНО, местными органами власти большая организационная и хозяйственная работа. Институт получил здание по улице Албазинской (Курнатовского) 45. Чуть позже институт переехал на улицу Чкалова 140.
7 октября 1938 г. в первом вузе Забайкалья начались занятия. Директор института Г. И. Филонов прочитал первую лекцию. Через год его сменил Н. А. Родионов, выпускник Ленинградского пединститута им. А. И. Герцена. Среди первых преподавателей вуза Николай Александрович Каслов, выпускник физмата Иркутского университета. Он работал в вузе на разных должностях от ст. преподавателя кафедры математики, зав. кафедрой до проректора по учебной и научной работе и ректора вуза.
В первую очередь состав преподавателей формировался из школьных работников. Также среди первых преподавателей были математики Е. П. и М. Т. Холодовские, историк В. Г. Изгачев, филологи М. А. Масалов, Н. А. Замошникова, А. Д. Плотникова.
С началом Второй мировой войны вуз был перемещен в здание по улице Фрунзе № 1 (ныне ИПК работников образования), а в здании по улице Чкалова расположился эвакогоспиталь для тяжелораненых. Студенты помогали ухаживать за ранеными, собирали теплые вещи и средства для помощи фронту, заготавливали дрова и уголь и топили печи в вузе и общежитиях.
Отсев из вуза был большой. Были годы, когда ставился вопрос о закрытии института. Воевал, вернулся после ранения Н. А. Каслов и стал работать директором вуза и заведовать кафедрой математики. Многие студенты погибли на войне. Так, бывший директор Н. А. Родионов погиб, защищая Москву. Погибли студенты П. И. Акимов, Н. Кузнецов, П. Леонтьев и другие.
Среди первых выпускников института Ж. Д. Доржиев, кандидат исторических наук, заслуженный работник культуры РФ, директор Агинского окружного краеведческого музея им. Г. Ц. Цыбикова, автор книг по истории Забайкалья, истории образования и культуры Агинского Бурятского автономного округа. До сих пор работает выпускница-филолог Б. В. Жещинская, создавшая кабинет литературы.

### Послевоенный СССР
После войны институт вырос, исходя из потребностей в учителях.
Большой вклад в подготовку учителей для школ области в эти годы внесли такие преподаватели как Н. А. Каслов, Е. П. и М. Т. Холодовские, А. М. Соколова, И. А. Савченко, М. А. Масалов, Я. И. Дразнинас, А. И. Валентинова, И. А. Шибер, П. Е. Кряжев, В. Г. Изгачев, Л. С. Клер, Д. Е. Клымнюк, А. И. Федосов, М. М. Фишер, А. И. Горшков, Ф. Ф. Майский, М. А. Чистов, М. Л. Пинегина, А. Д. Плотникова, А. М. Черников.
Из стен вуза вышло много известных в области деятелей — М. В. Черняев и П. Е. Черняева, К. М. Коноплев, В. И. Василевский, И. П. Черепахин, Н. И. Алексеев, М. И. Никифоров, В. Герасимов, П. Г. Говорин, Д. Ш. Ахметов, М. Н. Ахметова, А. А. Чжен, А. В. Прокопенко, М. Н. Сивцова, Н. И. Борисов, П. П. Захаров, А. И. Патронов, Н. Е Суханов, П. В. Арзамасцев.
Некоторое время (1945—1948) директором института был известный лингвист Л. Н. Воробьёв.
В 1952 году был открыт факультет иностранных языков. В 1953 году был открыт геофак, переименованный затем в ЕГФ. В 1958 году — факультет физвоспитания. В это время были построены квартиры для преподавателей и учебные корпуса для ФИЯ, ЕГФ, ФФВ и общежития.
Вуз был тесно связан со школами города и области. Опорой института являются такие школы как № 1, 2, 3, 4, 5, 16, 19, 46. В них проходят практику студенты. Сотни учителей города Читы являются наставниками студентов. В школах области работают творческие коллективы, костяк которых составляют наши выпускники. Это школы п. Шерловая Гора, п. Дарасун, п. Первомайска, Агинского, городов Краснокаменска, Балея, Шилки, Борзи, Петровск-Забайкальского.
Постановлением № 1463 от 30 декабря 1963 г. Совет Министров РСФСР присвоил институту имя Н. Г. Чернышевского. Творческое наследие педагога, философа, революционера-демократа, писателя коллектив изучал и изучает давно. Ему посвящаются ежегодные научно-методические конференции студентов и преподавателей.
По инициативе Б. Л. Лиги, к.п.н., доцента, а затем профессора кафедры педагогики был собран богатейший материал и открыт музей. С приходом в вуз Б. Л. Лиги начался активный процесс увлечения краеведением. Вуз активно участвует в подготовке и проведении литературно-краеведческих чтений, вечеров, смотров, теле- и радиопередач.
Выделяется деятельность таких преподавателей, как Ю. П. Руденко, И. М. Осокин, О. М. Баркина, О. М. Дружинина, М. В. Константинов, И. И. Кириллов, Е. В. Ковычев, В. П. Константинова, В. И. Остроумов, Т. Т. Исакова, Н. С. Ваулин, А. К. Баранов, А. Я. Воронина, С. Д. Уварова, Л. Б. Соколовская, В. Ф. Немеров, С. А. Седова, А. Е. Власов. Большим событием в жизни вуза было открытие народного музея В. И. Ленина, музея археологии, экспозиций по охране природы Забайкалья на ЕГФ. На их базе было создано мощное музейное объединение, где сотни студентов прошли практику по музейной работе.
Для подготовки военруков была создана военная кафедра. Она располагает хорошей материальной базой и укомплектована профессионалами-офицерами.
Ежегодно институт совместно с облуправлением образования проводит олимпиаду по естественно-математическим дисциплинам, занятия в школе юных математиков, экологов, химиков. Большим авторитетом в области пользуются наши археологи, краеведы.
Энтузиастами-историками В. П. Константиновой и её сыновьями — Михаилом и Александром — созданы два музея — «Читинская учительская семинария» и «Музей народного образования Забайкалья». Они стали центром воспитания молодежи и школьников в духе любви к родному краю и учительской профессии.

### Российская Федерация
Преподавательский состав: более 500 преподавателей, из них около 50 профессоров и докторов наук, более 220 доцентов и кандидатов наук. Контингент обучающихся: более 9 тыс. студентов, из которых около 5 тыс. — на очной, более 4 тыс. — на заочной формах обучения. Типы документов об образовании, выдаваемых выпускникам: диплом бакалавра, диплом специалиста с высшим профессиональным образованием.
За последние годы в институте проводится большая работа по подготовке кадров высшей квалификации. Открыта аспирантура по 15 специальностям. В вузе работает 450 преподавателей. Из них 30 докторов наук, профессоров, 170 кандидатов, доцентов. Ряд лет руководство вуза проводит работу по переходу на многоуровневую систему обучения. Создано много учебных пособий, программ элективных курсов (курсов по выбору), укреплена материальная база многих факультетов.
Сейчас в институте насчитывается 4 тыс. 500 студентов на дневном отделении и 2 тыс. на заочном. Энергично работает служба приёма в вуз. Проводятся краткосрочные и продолжительные курсы. Увеличивается набор на первый курс. Только в 1997 г. на первый курс принято 1 тыс. 500 чел.
Вуз стал центром проведения региональных и международных конференций. Тут открыт городской многопрофильный лицей. Его деятельность курирует декан социально-психологического факультета к.п.н., Клименко Т. К. Институт вступил в Ассоциацию вузов Дальнего Востока и Забайкалья, организовал работу многих научных лабораторий. Авторитетом пользуется лаборатория «Проблемы комплексного изучения человека. Человек в условиях Забайкалья». Ею руководит В. А. Кобылянский, доктор философских наук, профессор. Выпущено 4 тома научных исследований.
За последние годы существенно улучшилась работа в общежитиях, создан свой театр «Странник», успешно выступает команда КВН, есть свой фольклорный коллектив.
По инициативе ректора, академика РЭА В. П. Горлачева проведена аттестация вуза Министерством образования РФ. Коллектив получил высокую оценку. Из года в год растет успеваемость студентов, повышается качество знаний на всех девяти факультетах.
Приказом по институту исторический факультет 31 октября 1996 года преобразован в историко-юридический, где обучают по специальностям «история» и «юриспруденция». Открыта подготовка специалистов по информатике и иностранному языку на физико-математическом факультете. Введена специализация «экология» и открыта подготовка по специальность «экология и биология». На филологическом факультет открыта подготовка по специализации «журналистика», а также «русский язык и литература», «бурятский язык и литература». Сейчас в вузе действуют 41 кафедра на двенадцати факультетах. Благодаря профессионализму выпускников университета Р. Ф. Гениатулина, Ж. Д. Доржиева, В. С. Кутаева, П. Н. Смолякова и многих других ВУЗ находится на подъёме, растут его влияние и авторитет.
Министерство образования и науки Российской Федерации нашло возможным и необходимым приказом от 26 марта 1997 года преобразовать пединститут в Забайкальский государственный педагогический университет.
В январе 2012 году объединен с Забайкальским государственным университетом.

## Факультеты
- Естественно-географический факультет (ЕГФ)
- Исторический факультет (ИФ)
- Педагогический факультет (ПФ)
- Социальный факультет (СФ)
- Технолого-экономический факультет (ТЭФ)
- Факультет иностранных языков (ФИЯ)
- Факультет психологии (ФП)
- Факультет физической культуры (ФФК)
- Факультет художественного образования (ФХО)
- Физико-математический факультет (ФМФ)
- Филологический факультет (ФФ)
- Юридический факультет (ЮФ)

## Руководители
Директора
- 1945—1948 — Леонид Николаевич Воробьёв.

Ректоры
- 1958—1964 — Иван Васильевич Корольков
- Иван Иванович Катанаев

## Известные выпускники университета (института)
- Доржиев Ж.Д. — кандидат исторических наук, заслуженный работник культуры РФ, директор Агинского окружного краеведческого музея им. Г. Ц. Цыбикова.
- Семашкин, Дмитрий Борисович — военный юрист, подполковник юстиции, помощник командира соединения по правовой работе (Чита).
- Смоляков, Павел Николаевич — судья г. Читы.
- Кутаев, Владимир Степанович — военный юрист, полковник юстиции, начальник отдела Главного правового управления Министерства обороны Российской Федерации.
- Гениатулин, Равиль Фаритович — губернатор Забайкальского края.
- Жамсуев, Баир Баясхаланович — глава администрации Агинского Бурятского Автономного округа (5.3.1997 — 1.3.2008), главный федеральный инспектор в Забайкальском крае.
- Ооржак Юрий Октяевич — заместитель министра образования Республики Тыва. 2015—2016 гг. министр по делам молодёжи и спорта Республики Тыва.
- Маргарита Николаевна Сивцова — заслуженный учитель РСФСР (1975), народный учитель СССР (1982), почётный гражданин Читинской области (2001), почётный гражданин города Читы (2012).